# Цирковой силач

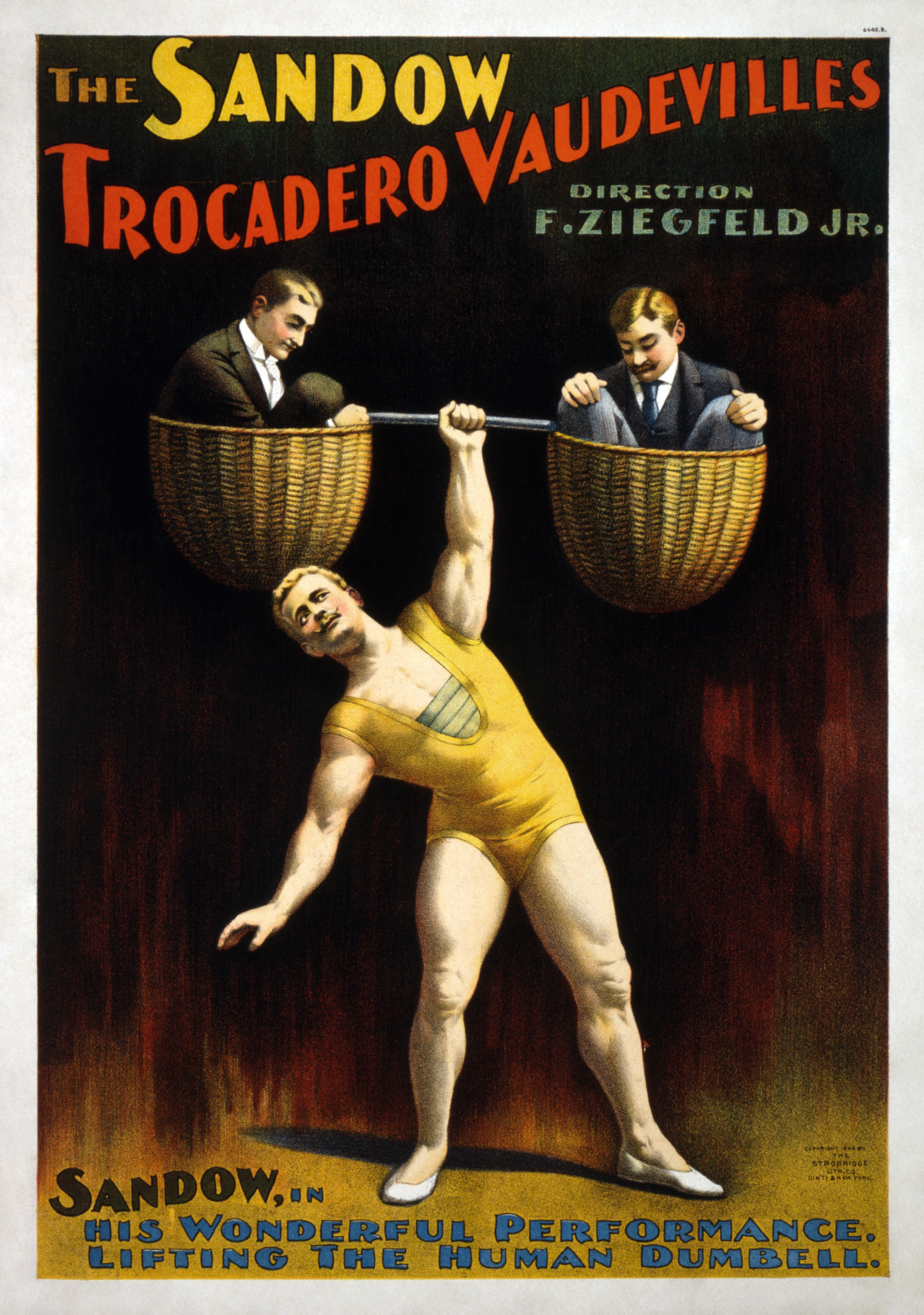
Реклама выступлений Евгения Сандова, основоположника культуризма, 1894 год

Цирковой силач — артист цирка, который демонстрирует незаурядную физическую силу в художественной форме. Современная тяжёлая атлетика как вид спорта происходит именно от цирковых силачей.

## История
Занятие атлетикой стало ремеслом ещё в Древней Греции в V до н.э. — силачи выступали на аренах, на площадях, во время праздников и пиров. Позже силачи давали представления на ярмарках. Они поднимали тяжелые камни, экипажи с грузом, людей, лошадей, быков, мулов; сгибали монеты, ломали деревянные балки. В XVIII и XIX веках силачи выступали в цирковых балаганах, а с 1880-х годов стали переходить в возникшие постоянные цирки.
К концу XIX века в цирке сформировалось особое направление — жонглирование тяжелыми предметами, крафт-жонглирование (от нем. kraft — сила). Во многом его появление связано с австрийским атлетом Карлом Раппо, который жонглировал пудовыми палицами, топорами, пушечными ядрами, иногда в контрастном сочетании с легкими предметами, например со скомканным листом бумаги. 
В Санкт-Петербурге в 1885 году врач Владислав Краевский организовал кружок любителей атлетики. В 1888 по его инициативе кружка было проведено состязание по поднятию тяжестей. Первое место в нём занял Георг Гаккеншмидт. Из петербургского кружка любителей атлетики вышли многие российские звезды атлетики — Иван Заикин, Сергей Елисеев, Георг Лурих, Иван Лебедев (Дядя Ваня) и другие. Большинство из них были именно цирковыми силачами. Некоторые атлеты (например, Иван Поддубный) совмещали силовые выступления в цирке с участием в чемпионатах французской борьбы. 
В 1920-е годы в цирке стало модным оформлять атлетические номера в античном стиле, в качестве реквизита использовали трезубцы, копья, мечи, щиты, мраморные колонны.
В течение 1920-х годов был известен как «самый сильный человек мира», «Eisenkönig» («Железный король») Цише Брайтбарт, который путешествовал по Америке и Европе вместе с цирковой труппой «Цирк Буш» и выполнял различные трюки с железом: сгибал железо в разные узоры, голыми руками рвал цепи и даже ломал пополам подковы. Он также прославился своими опасными трюками: у него на груди разбивали камни кувалдой, он сбил на ходу двух коней, зубами тянул вагон, держал автомобиль с десятью пассажирами у себя на груди, и даже поднял небольшого слонёнка и вместе с ним поднялся по лестнице. 
Среди цирковых силачей были и женщины, например британка Кейт Уильмс (Вулкана).
В качестве циркового силового жонглёра в 1930-е годы начинал свою карьеру Григорий Новак, первый советский чемпион мира.
С 1970 года начал выступать в цирке в Каунасе в качестве силового жонглёра Валентин Дикуль, который до того получил серьёзную травму и длительное время был прикован к постели. Позже он стал одним из инициаторов развития инвалидного спорта в России.